# 杞伯每亡
杞伯每亡，也有学者厘定称为杞伯每刃或杞伯敏亡，是中国周朝诸侯国杞国的国君。清朝时期，相继出土了杞伯每刃鼎三件，杞伯每刃簋五件，杞伯每刃盆一件，杞伯每刃壶盖一件，杞伯每刃匜一件和杞子每刃鼎一件。上面的铭文记有“杞伯每亡作邾曹宝鼎，其万年眉寿，子子孙孙永宝用享”的字样。
郭沫若认为杞伯每亡是杞谋娶公，其理由是：“《说文》谋，古文作若，与每同从母声”，因此“每”、“谋”二字可以通假；而“亡乃剥之或作，与娶同属侯部”，因此“亡”、“娶”二字也可通假。杨树达则认为杞伯每亡是杞孝公。